# 风穴路街道
风穴路街道，是中华人民共和国河南省平顶山市汝州市下辖的一个乡镇级行政单位。

## 行政区划
风穴路街道下辖以下地区：
塔寺社区、城北社区、张鲁庄社区和下程村。